# 北布倫特伍德 (馬里蘭州)
北布倫特伍德（英語：North Brentwood）是一個位於美國馬里蘭州佐治王子縣的市鎮。

## 人口
根據2020年美國人口普查的數據，北布倫特伍德的面積為0.29平方千米，當中陸地面積為0.29平方千米，而水域面積為0.00平方千米。當地共有人口593人，而人口密度為每平方千米2,045人。